# Cathlamet (Washington)
Cathlamet je gradić u američkoj saveznoj državi Washington. Prema popisu stanovništva iz 2010. u njemu je živjelo 532 stanovnika.